# Gimnastyka na Letnich Igrzyskach Olimpijskich 1980
Gimnastyka na Letnich Igrzyskach Olimpijskich 1980 w Moskwie odbyła się w dniach od 20 do 25 lipca 1980 roku w Hali Sportowej „Łużniki”. W zawodach wystąpiło 127 sportowców (65 mężczyzn i 62 kobiety) z 18 państw.

## Medaliści

### Mężczyźni
| Konkurencja                 | Złoto | Srebro                                                                                                 | Brąz                                                                                      |
| Wielobój drużynowo          | ZSRRNikołaj Andrianow · Eduard Azarian · Aleksandr Ditiatin · Bogdan Makuc · Władimir Markiełow · Aleksandr Tkaczow | NRDRalf-Peter Hemmann · Lutz Hoffmann · Lutz Mack · Michael Nikolay · Andreas Bronst · Roland Brückner | WęgryFerenc Donáth György Guczoghy Zoltán Kelemen Péter Kovács Zoltán Magyar István Vámos |
| Wielobój indywidualnie      | Aleksandr Ditiatin                                                                                                  | Nikołaj Andrianow                                                                                      | Stojan Dełczew                                                                            |
| Ćwiczenia wolne             | Roland Brückner | Nikołaj Andrianow                                                                                      | Aleksandr Ditiatin                                                                        |
| Skok                        | Nikołaj Andrianow                                                                                                   | Aleksandr Ditiatin                                                                                     | Roland Brückner                                                                           |
| Ćwiczenia na poręczach      | Aleksandr Tkaczow                                                                                                   | Aleksandr Ditiatin                                                                                     | Roland Brückner                                                                           |
| Ćwiczenia na drążku         | Stojan Dełczew | Aleksandr Ditiatin                                                                                     | Nikołaj Andrianow                                                                         |
| Ćwiczenia na kółkach        | Aleksandr Ditiatin                                                                                                  | Aleksandr Tkaczow                                                                                      | Jiří Tabák                                                                                |
| Ćwiczenia na koniu z łękami | Zoltán Magyar | Aleksandr Ditiatin                                                                                     | Michael Nikolay                                                                           |

### Kobiety

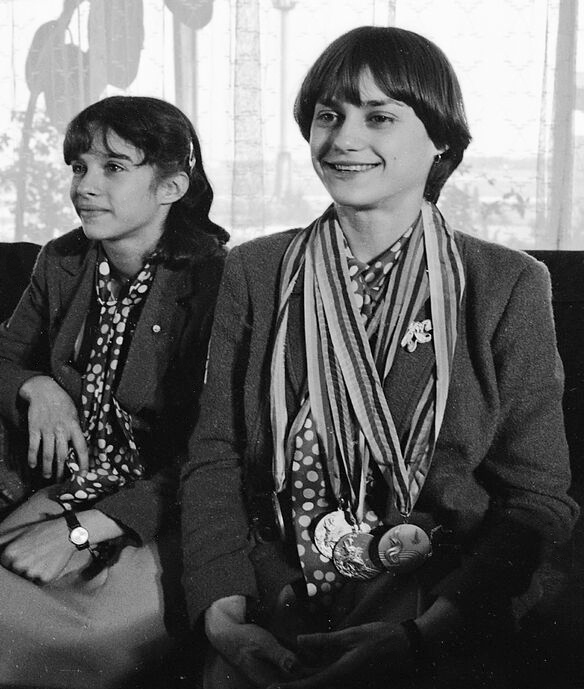
Rumunka Nadia Comăneci (po prawej) ze swoimi medalami olimpijskimi z Moskwy

| Konkurencja             | Złoto | Srebro                                                                                          | Brąz                                                                                           |
| Wielobój drużynowo      | ZSRRJelena Dawydowa · Marija Fiłatowa · Nelli Kim · Jelena Naimuszyna · Natalja Szaposznikowa · Stiełła Zacharowa | RumuniaNadia Comăneci Rodica Dunca Emilia Eberle Cristina Grigoraș Melita Ruhn Dumitrița Turner | NRDMaxi Gnauck · Silvia Hindorff · Steffi Kräker · Katharina Rensch · Karola Sube · Birgit Süß |
| Wielobój indywidualnie  | Jelena Dawydowa                                                                                                   | Maxi Gnauck Nadia Comăneci                                                                      | nie przyznano                                                                                  |
| Ćwiczenia wolne         | Nelli Kim Nadia Comăneci                                                                                          | nie przyznano                                                                                   | Natalja Szaposznikowa Maxi Gnauck                                                              |
| Skok                    | Natalja Szaposznikowa                                                                                             | Steffi Kräker                                                                                   | Melita Ruhn                                                                                    |
| Ćwiczenia na poręczach  | Maxi Gnauck | Emilia Eberle                                                                                   | Marija Fiłatowa Steffi Kräker Melita Ruhn                                                      |
| Ćwiczenia na równoważni | Nadia Comăneci | Jelena Dawydowa                                                                                 | Natalja Szaposznikowa                                                                          |

## Klasyfikacja medalowa
| Miejsce | Państwo        | złoto | srebro | brąz | Łącznie |
| ------- | -------------- | ----- | ------ | ---- | ------- |
| 1       | ZSRR           | 9     | 8      | 5    | 22      |
| 2       | NRD            | 2     | 3      | 6    | 11      |
| 3       | Rumunia        | 2     | 3      | 2    | 7       |
| 4       | Węgry          | 1     | 0      | 1    | 2       |
| 4       | Bułgaria       | 1     | 0      | 1    | 2       |
| 6       | Czechosłowacja | 0     | 0      | 1    | 1       |